# Eilenburg-Ost

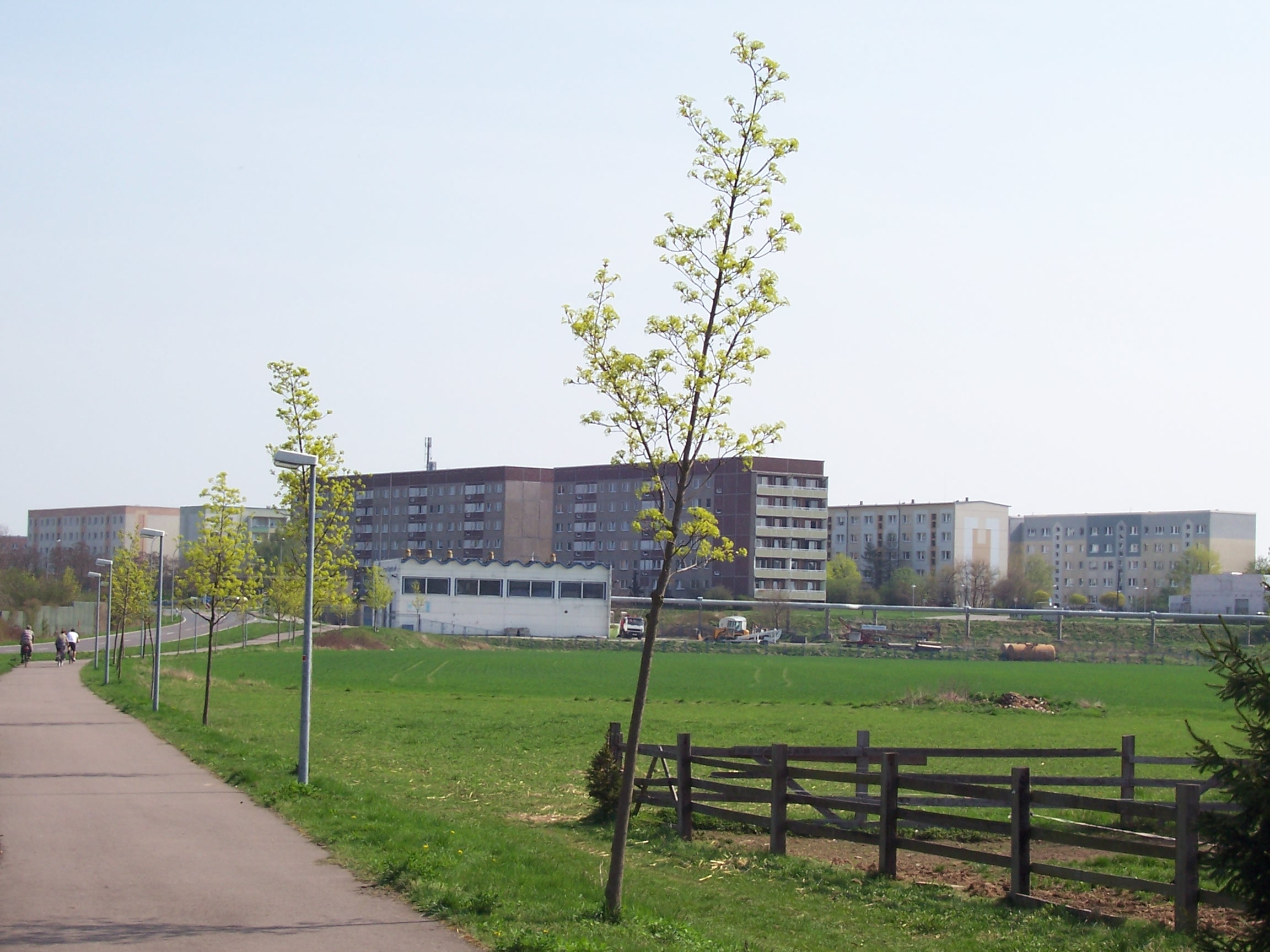
Plattenbausiedlung aus den 1980er Jahren am äußeren nordöstlichen Rand

Eilenburg-Ost ist ein Stadtteil der Großen Kreisstadt Eilenburg im Landkreis Nordsachsen in Sachsen. Er ging aus dem Ort Kültzschau hervor.

## Geschichte
Das frühere Dorf Kültzschau wurde im Jahre 1161 erstmals erwähnt. Damit ist es eines der am ehesten erwähnten Dörfer östlich der Mulde im Gebiet um Eilenburg. Der Ortsname hat seinen Ursprung im Sorbischen. Er nimmt im übertragenen Sinne Bezug auf den Begriff Rodung.
Während der Kolonisationsbewegung siedelten sich in dem Dorf flämische Bauern an, welches seit 1161 dem Petersberger Kloster gehörte. Die sich niedergelassenen Kolonisten begannen, das durch den Ort fließende Flüsschen Lossa zu regulieren, legten einen Mühlenteich und einen Mühlengraben an, von denen heute noch Reste zu sehen sind. Die Mönche entfalteten eine umfangreiche Kolonisationsarbeit in der ausgedehnten Flur des Dorfes. Es unterstand ihnen ein großes Vorwerk mit der dazugehörigen Schäferei. Daher heißt noch heute eine Straße im heutigen Eilenburg-Ost Schäfereistraße. Sie unterhielten zudem zwei Wassermühlen und betrieben Fischzucht im großen Maßstab.
Das Dorf selbst bestand ursprünglich nur aus zehn Gehöften, die sich alle an der heutigen Kültzschauer Straße befanden. Wie viele andere Dörfer der Region, war auch Kültzschau stark vom Dreißigjährigen Krieg betroffen, die noch bestehende Mühle wurde von Söldnern abgerissen. Während der Befreiungskriege 1813 nahm Napoleon, welcher in Eilenburg Quartier bezogen hatte, in der Nähe des Ortes die letzte Heerschau seiner verbündeten sächsischen Truppen vor der Völkerschlacht bei Leipzig ab. Kültzschau lag bis 1815 im kursächsischen bzw. königlich-sächsischen Amt Eilenburg, verfügte aber über eigene Pfarrgerichte. Durch die Beschlüsse des Wiener Kongresses kam der Ort im Jahr 1815 zu Preußen und wurde 1816 dem Kreis Delitzsch im Regierungsbezirk Merseburg der Provinz Sachsen zugeteilt.

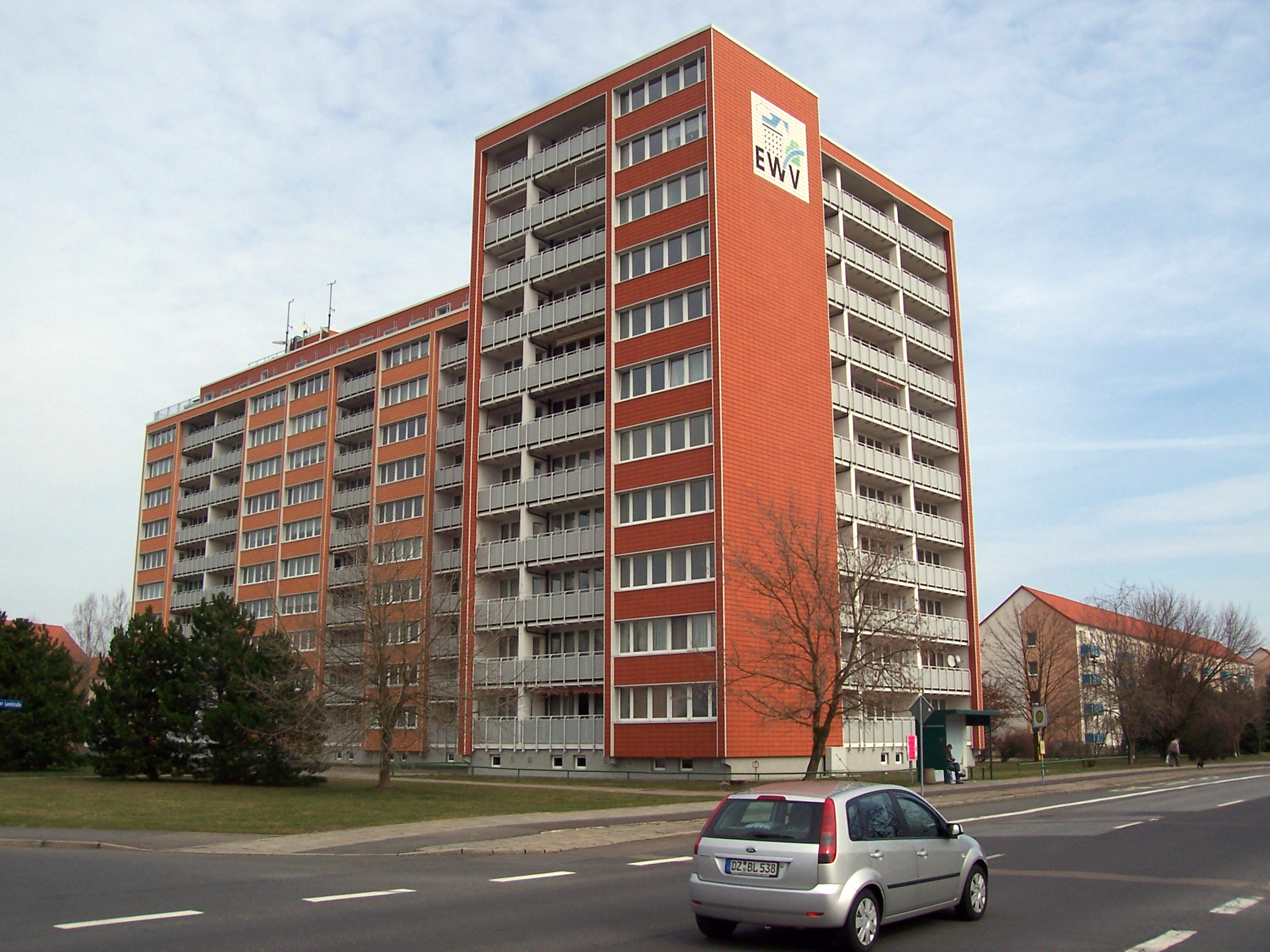
Stadtteilprägend: Das Hochhaus in Eilenburg-Ost

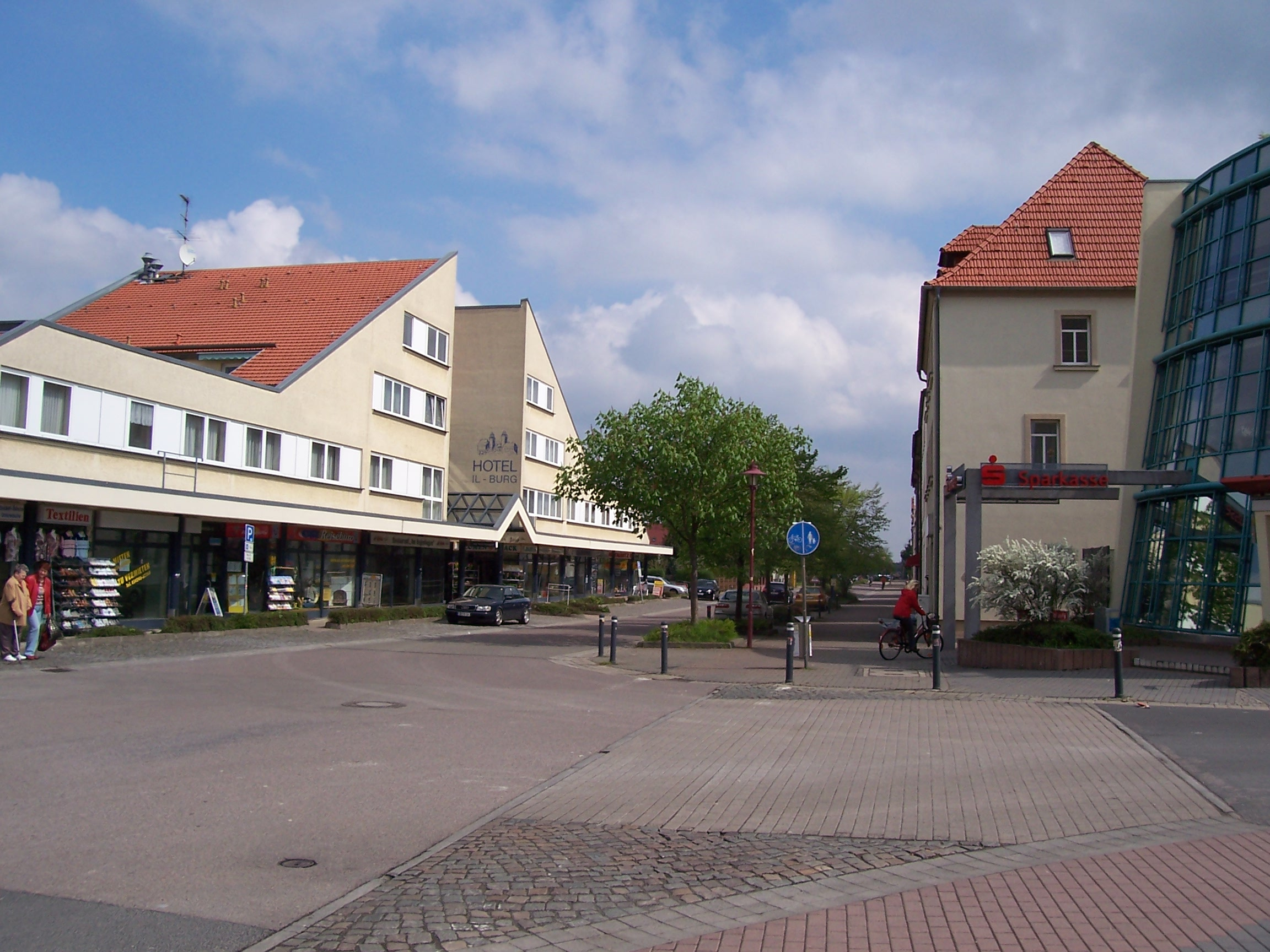
Stadtteilzentrum Puschkinstraße

1864/65 wurde das kleine Bauerndorf von der Stadt Eilenburg eingemeindet. In den folgenden Jahrzehnten wurde das Dorf mehr und mehr zur Industrievorstadt Eilenburgs. Es siedelten sich chemische Industrie, Metallbau und holzverarbeitende Industrie an. Der Ort begann sich langsam auszudehnen. In den 1930er, 1960er, 1970er und 1980er Jahren entstanden neue Wohngebiete mit entsprechender Infrastruktur. Nach der Wende 1990 litt der Stadtteil in besonderem Maße unter Schrumpfung und Abwanderung. Seit etwa 2010 hat sich die Einwohnerzahl stabilisiert.
In den 1990er Jahren galt Eilenburg-Ost als der größte Stadtteil Eilenburgs mit mehr als der Hälfte der Gesamteinwohnerzahl. Mittlerweile kann man davon ausgehen, dass dies nicht mehr der Fall ist. Das Stadtteilzentrum ist das Gebiet um die Puschkinstraße.

## Infrastruktur und Wirtschaft

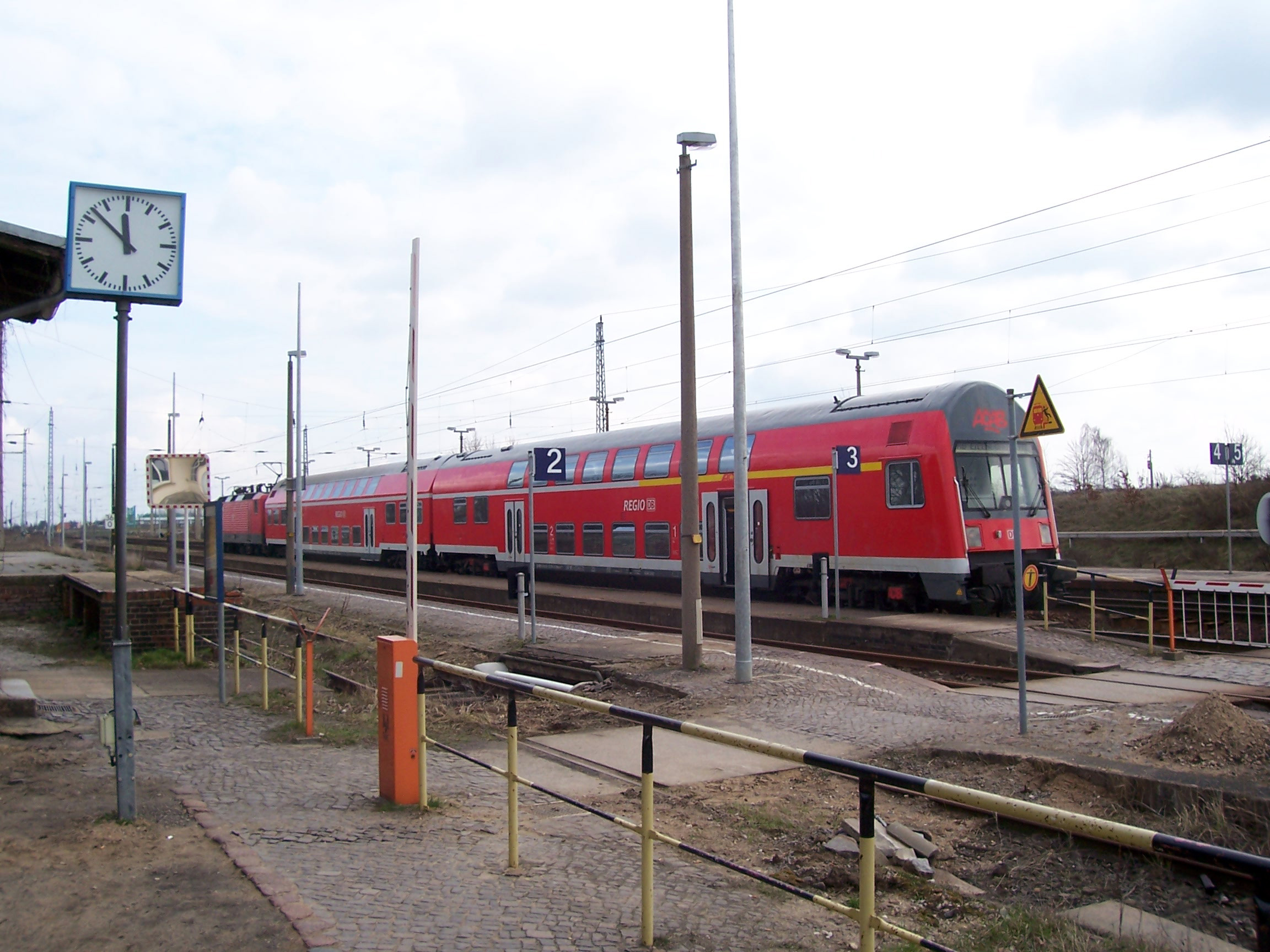
Bahnsteige am Ostbahnhof

### Verkehr

#### Schienenverkehr
Im Bahnhof Eilenburg Ost zweigt die Nebenbahn Pretzsch–Bad Düben–Eilenburg von der Hauptbahn Leipzig–Cottbus ab. Der Bahnhof ist Halt des RE nach Leipzig und Cottbus/Hoyerswerda sowie der S4 der S-Bahn Mitteldeutschland nach Torgau und Leipzig. In den Sommermonaten verkehrt zusätzlich die Heidebahn nach Lutherstadt Wittenberg.
Etwas abgelegen am Ende der Florian-Geyer-Straße befand sich der Haltepunkt Eilenburg Süd an der Bahnstrecke Wurzen–Eilenburg. Hier verkehrte 1978 der letzte Personenzug.

#### Öffentlicher Personennahverkehr
Eilenburg-Ost wird mit der Linie B des Stadtbus Eilenburg an das Stadtzentrum angeschlossen. Regionale Busverbindungen gibt es unter anderem nach Leipzig, Taucha, Wurzen, Bad Düben, Laußig, Doberschütz und Mockrehna.

#### Individualverkehr
Eilenburg-Ost hat eine eigene Auf- und Abfahrt zur B 87. Aufgrund des großen Verkehrsaufkommens im Stadtteilzentrum wurde die Puschkinstraße nach ihrem Umbau Anfang der 1990er Jahre als Tempo-30-Zone und teilweise als Einbahnstraße ausgewiesen. Die Ernst-Mey-Straße durch das ehemalige Eilenburger Chemiewerk stellt die Umgehungsstraße für den Durchgangsverkehr von und nach Bad Düben dar.

### Wirtschaft

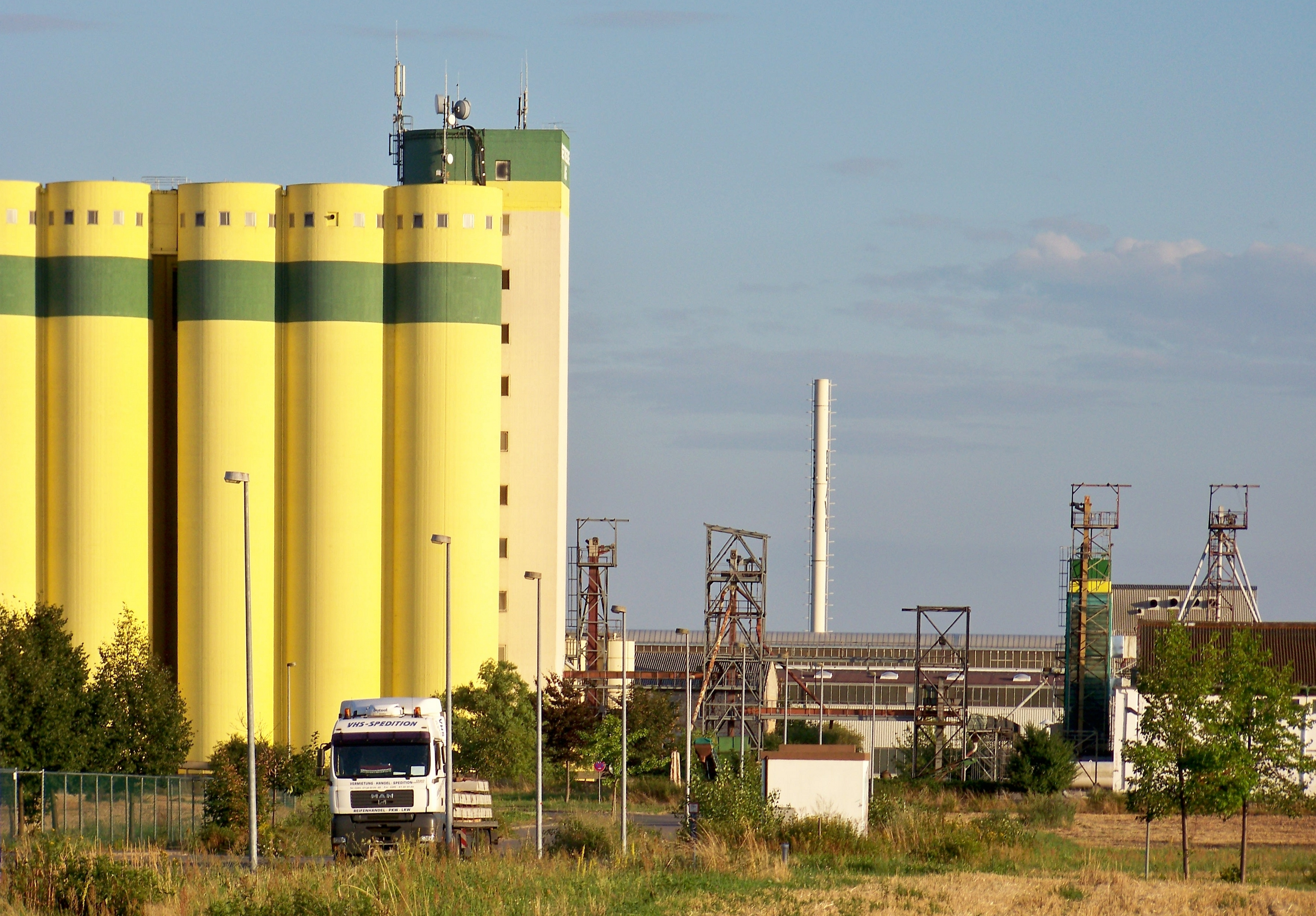
Blick im Gewerbegebiet Nordost

In Eilenburg-Ost gibt es zwei große Gewerbegebiete, das Gewerbegebiet Nordost und das Kunststoffcenter am ECW-Wasserturm.

#### Gewerbegebiet Nordost
Hier ansässige Unternehmen:
- EBAWE Anlagentechnik (ehemals Eilenburger Baumaschinenwerke)
- Niederlassung der Frachtpost Radefeld der Deutschen Post („Zustellbase Eilenburg“)
- Niederlassung der Briefpost Leipzig der Deutschen Post („Zustellstützpunkt Eilenburg“)
- Arkema (Chemiebranche)
- Getreide AG

#### Kunststoffcenter am ECW-Wasserturm

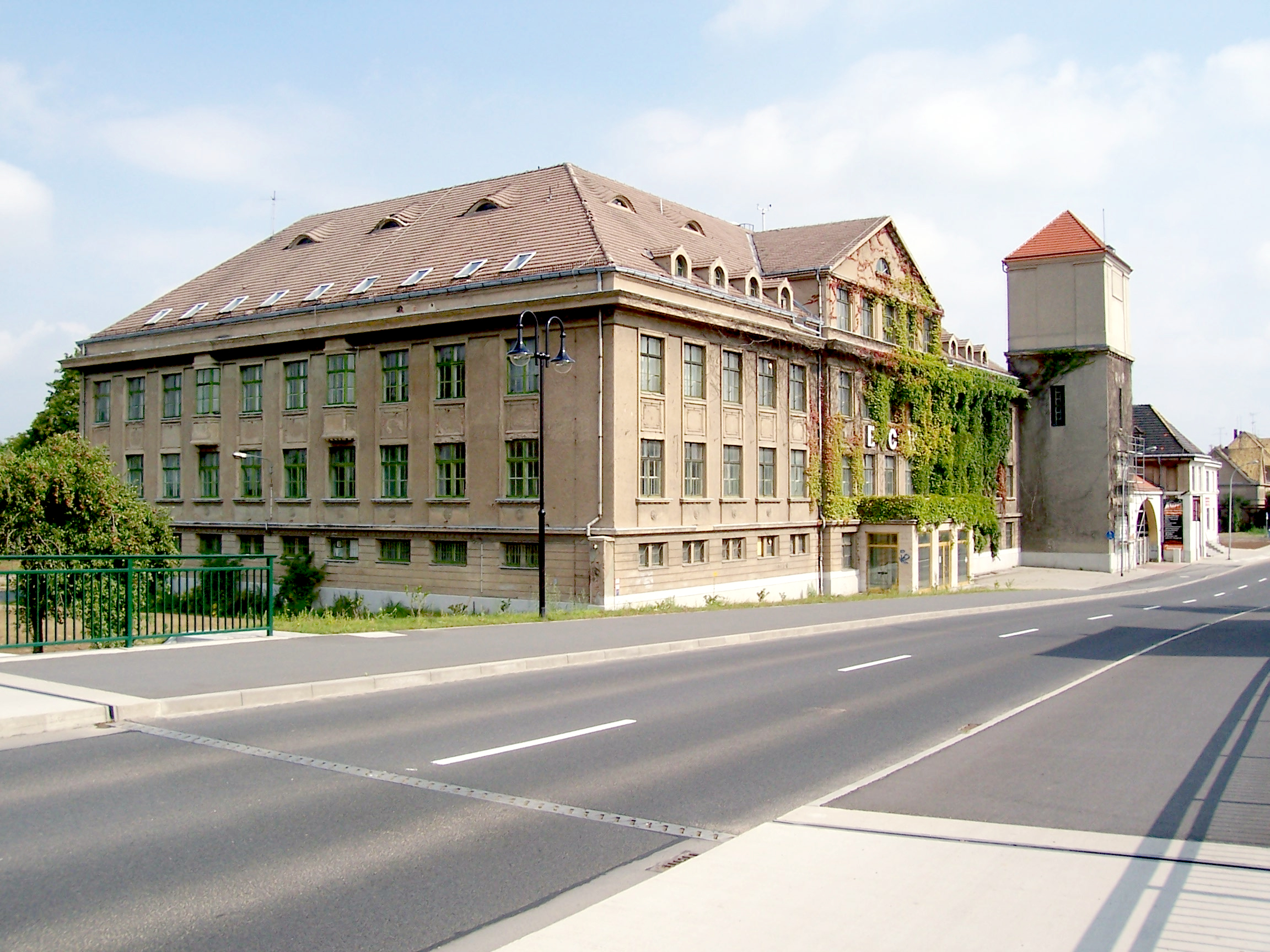
ECW-Verwaltungsgebäude in der Ziegelstraße

Während der letzten Jahre wurden die alten Fabrikgebäude des ECW zum größten Teil abgerissen. Parallel dazu wurde das ehemalige Betriebsgelände so erschlossen, dass sich mittelständische Unternehmen ansiedeln können. Dadurch soll an diesem Traditionsstandort, an dem bis zu 2500 Mitarbeiter beschäftigt waren, wieder Leben einkehren.
Ansässige Unternehmen sind zurzeit unter anderen:
- Polyplast Compound Werk (PCW)
- Eilenburger Elektrolyse- und Umwelttechnik (EUT)
- Kinast Maschinensysteme